# طارق سلمان
طارق سلمان (انگلیسی: Tarek Salman؛ زادهٔ ۵ دسامبر ۱۹۹۷) بازیکن فوتبال اهل قطر است.
او در باشگاه ورزشی السد و همچنین در تیم‌های ملی فوتبال قطر بازی کرده‌است.